# Морски орел
Морският орел (Haliaeetus albicilla) е едра дневна граблива птица, срещаща се и в България.

## Физическа характеристика
Дължина на тялото е 80 – 100 cm, размахът на крилете – 210 – 265 cm, а масата – 3,6 – 6,8 kg.
Има възрастов диморфизъм. Възрастните са сиво-кафяви с почти черни крила, главата и шията са белезникави. Клюнът е масивен, жълт, на върха силно извит надолу. Опашката е къса, заоблена и бяла. Младите птици са по-тъмно оцветени, с тъмни опашки и черен клюн. Задния ръб на крилата е дъговидно извит и назъбен; главата силно източена напред.

## Разпространение и местообитание
Среща се в Европа (включително България) и Азия, от тундрата до пустинните области, на територия с ширина около 3000 km. Има малка популация на югозападното крайбрежие на о. Гренландия.
Обитава райони около реки, езера и морски басейни и океани, богати на храна (риба и водолюбиви птици), с високи дървета. През есенно-зимния период се среща и край изкуствени водоеми – язовири, рибарници и други.

## Подвидове
- H. a. albicilla
- H. a. groenlandicus

## Начин на живот и хранене
Морският орел е териториален вид. Младите са скитащи, но между петата и десетата година се установяват на определено място. Ловува на сушата и водата, като може да улови и вдигне във въздуха риба или друга плячка с тегло до 8 кг. Плячка на морския орел стават предимно едри риби, гъски, лебеди, жерави, патици, зайцевидни, малките на тюлените. Понякога отнема плячката на орела рибар и други рибоядни птици. Преследва и гмуркащи се под водата птици.

## Размножаване
Гнездящата двойка винаги има няколко гнезда на територията си, като всяка година ремонтира и използва едно от тях. Достатъчно старо гнездо, може да достигне 5 m височина и 2 m диаметър. Намира се в короната на някое подходящо дърво или на скален корниз. Снася две, много рядко три, бели на цвят яйца с дължина 75 mm. Мътенето трае 35 – 42 дни. Женската мъти по-голямата част от времето, но периодично е сменяна от мъжкия. Малкото напуска гнездото на около 70 – 90 дневна възраст. Отглежда едно люпило годишно. Моногамни птици, особено в гнездовата им територия. Полова зрялост настъпва на петата година, а на десетата окончателно добива външния вид и оперение на възрастна птица.

## Природозащитен статут
В Червения списък на световнозастрашените видове (IUCN Red List) статусът му е оценен като Незастрашен (Least Concern LC)
Европейската популация в последните години достига 5000 – 6000 двойки. В западна Европа е практически изчезнал, въпреки непрестанните опити за реаклиматизацията му. Основни заплахи за морския орел са загубата на местообитания, причинена от пресушаването на влажни зони и индустриализация, човешкото безпокойство, използването на отровни примамки и др.
На територията на България изключително рядък и защитен от закона вид.

## Галерия
- Гнездо в Северна Норвегия
- Препарирано яйце, Германия
- Млад орел пред първо излитане от гнездото
- Млад орел, кацнал над гнездото, Норвегия
- Възрастна птица в полет, Норвегия
- Възрастна птица в полет, Норвегия
- Възрастна птица в полет, Шотландия
- Точно преди да улови риба, Шотландия
- Близък план на викащ орел
- Глава на възрастен орел, Пилзенски зоопарк, Чехия